# آتش‌سوزی ۲۰۲۱ کشتی بنگلادش
آتش‌سوزی ۲۰۲۱ کشتی بنگلادش (انگلیسی: 2021 Bangladesh ferry fire) در ۲۴ دسامبر رخ داد، کشتی مسافربری «ام وی آویجان-۱۰» در رودخانه سوگاندا، در نزدیکی شهر جلوکاتی، بنگلادش آتش گرفت. این حادثه دست‌کم ۴۰ کشته و بیش از ۱۰۰ زخمی برجای گذاشته‌است.

## واقعه
کشتی سه طبقه، ام وی آویجان-۱۰، از داکا به برگونه سفر می‌کرد، یک سفر ۲۵۰ کیلومتری (۱۵۵ مایلی). این کشتی ظرفیت ۳۱۰ نفر را داشت اما ۸۰۰ مسافر را حمل می‌کرد که بسیاری از آنها برای تعطیلات آخر هفته به خانه بازمی‌گشتند. آتش حدود ساعت ۳ صبح، زمانی که بسیاری از مسافران خواب بودند، در سواحل جلوکاتی در رودخانه سوگاندا رخ داد. به گفته کمال الدین بوییان، معاون سازمان آتش‌نشانی و پدافند غیرنظامی برشال، آتش‌سوزی از موتورخانه شروع شد و به سرعت به سایر نقاط کشتی سرایت کرد.
یکی از مسافران اظهار داشت که موتور کشتی قبل از آتش‌سوزی، دچار مشکل و پر از دود شده بود. تعدادی از مسافران برای فرار از آتش به داخل رودخانه پریدند و به سمت ساحل شنا کردند. دیلی استار گزارش داد که ۱۵ واحد آتش‌نشانی ظرف ۵۰ دقیقه پس از آتش‌سوزی به محل حادثه رسیدند و وضعیت در ساعت ۵٫۲۰ صبح تحت کنترل قرار گرفت. مه غلیظ عملیات امداد و نجات را با مشکل مواجه کرده بود.

## قربانیان
رئیس پلیس محلی معین‌الاسلام گفت که ۳۷ جسد کشف شده‌است. اکثر قربانیان یا در اثر آتش‌سوزی جان باختند یا در حین فرار غرق شدند. همچنین ۷۰ مسافر مجروح نیز در بیمارستان بستری شدند که هفت نفر از آنها دچار سوختگی شدید و حالشان وخیم بود. تعداد کشته شدگان روز بعد به ۴۱ نفر رسید.